# Нижнеграйворонский сельсовет
Нижнеграйворонский сельсовет — муниципальное образование со статусом сельского поселения в Советском районе Курской области Российской Федерации.
Административный центр — село Нижняя Грайворонка.

## История
Статус и границы сельсовета установлены Законом Курской области от 21 октября 2004 года № 48-ЗКО «О муниципальных образованиях Курской области».
Законом Курской области от 26 апреля 2010 года № 26-ЗКО в состав сельсовета включены населённые пункты упразднённого Натальинского сельсовета.

## Население
| 2002  | 2010  | 2012  | 2013  | 2014  | 2015  | 2016  |
| ----- | ----- | ----- | ----- | ----- | ----- | ----- |
| 1275  | ↗1438 | ↘1394 | ↘1374 | ↘1358 | ↘1346 | ↘1331 |
| 2017  | 2018  | 2019  | 2020  | 2021  |       |       |
| ↘1300 | ↘1285 | ↘1261 | ↘1248 | ↘1129 |       |       |

## Состав сельского поселения
| № | Населённый пункт   | Тип населённого пункта       | Население |
| - | ------------------ | ---------------------------- | --------- |
| 1 | 2-я Васильевка     | деревня                      | ↘536      |
| 2 | 2-я Николаевка     | деревня                      | ↘60       |
| 3 | Варварино          | деревня                      | ↘106      |
| 4 | Екатериновка       | деревня                      | ↘0        |
| 5 | Емельяновка        | деревня                      | ↘60       |
| 6 | Золотые Ключи      | деревня                      | ↘23       |
| 7 | Натальино          | деревня                      | ↘154      |
| 8 | Нижняя Грайворонка | село, административный центр | ↘470      |
| 9 | Павловка           | деревня                      | ↘29       |